# Stora Kådö
Stora Kådö är en ö i Finland.   Den ligger i den ekonomiska regionen Björneborg och landskapet Satakunta, i den sydvästra delen av landet, 230 km nordväst om huvudstaden Helsingfors.